# Erandique (flygplats)
Erandique är en flygplats i Honduras.   Den ligger i departementet Departamento de Lempira, i den västra delen av landet, 130 km väster om huvudstaden Tegucigalpa. Erandique ligger 550 meter över havet.
Terrängen runt Erandique är kuperad åt sydost, men åt nordväst är den bergig. Runt Erandique är det ganska tätbefolkat, med 80 invånare per kvadratkilometer. Närmaste större samhälle är San Francisco, 5,9 km öster om Erandique. Omgivningarna runt Erandique är en mosaik av jordbruksmark och naturlig växtlighet.